# Liste des abbés de Micy

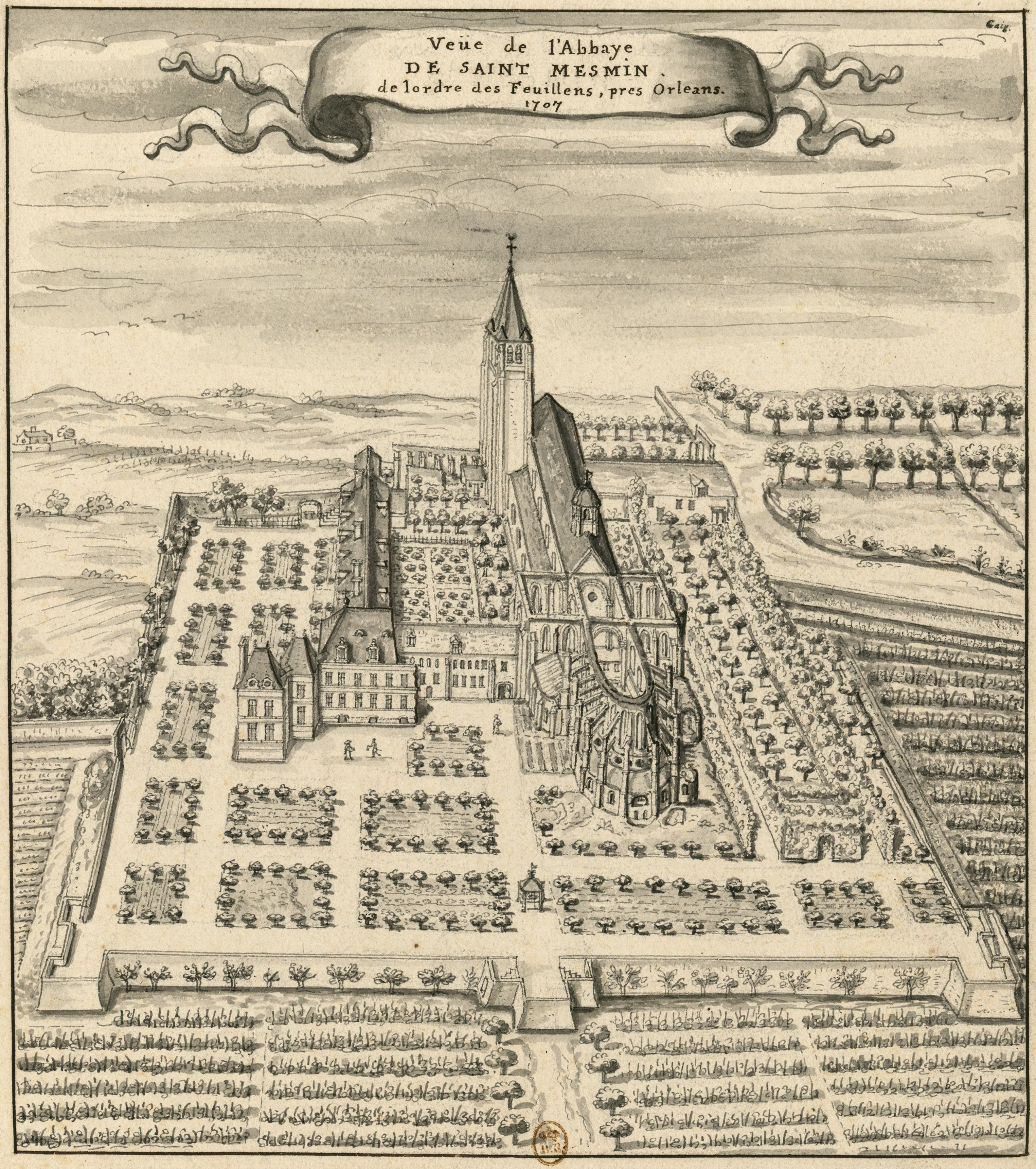
L'abbaye Saint-Mesmin de Micy sur une illustration de Louis Boudan (1707).

Liste des abbés de l’ancienne abbaye bénédictine de Saint-Mesmin de Micy qui était située sur l’actuel territoire de la commune de Saint-Pryvé-Saint-Mesmin (Loiret, France).

## Liste des abbés
- Saint Euspice, abbé en 508 (fêté le 14 juin)
- Saint Mesmin l'ancien, abbé en 510
- Saint Avit, abbé en 520
- Saint Théodemir, abbé en 523
- Saint Mesmin le jeune, abbé en 552

Pendant près de deux cents ans, après la mort de saint Mesmin le Jeune en 593, on ne connaît pas le nom des abbés.
- Garatholène, abbé en 770
- Dructesinde, abbé en 814
- Jonas, abbé en 822
- Héric, abbé en 828
- Pierre 1er, abbé en 840
- Amaury 1er, abbé en 865
- Frédric, abbé en 895
- Létalde, abbé en 907
- Thierry, abbé en 937
- Benoit 1er, abbé en 942
- Benoît, abbé en 946
- Jacob, abbé en 949
- Annon, abbé en 950
- Amaury II, abbé en 973
- Robert 1er 994
- Constantin, abbé en 1011
- Albert 1er, abbé en 1018
- Foulques 1er, abbé en 1036
- Raoul, abbé en 1050
- Foulques II, abbé en 1059
- Chrétien, abbé en 1075
- Garnier, abbé en 1110
- Étienne, abbé en 1116
- Albert II, abbé en 1120
- Hugues, abbé en 1130
- Guillaume 1er, abbé en 1149
- Gautier 1er, abbé en 1163
- André, abbé en 1171
- Lancelin, abbé en 1182
- Humbaud, abbé en 1202
- Jean 1er, abbé en 1218
- Francon, abbé en 1220
- Evrard, abbé en 1237
- Berthier, abbé en 1242
- Adam de Soisy, abbé en 1256
- N…  1274
- Guillaume II de l’Aunay, abbé en 1297
- Jean II, abbé en 1320
- Gautier II, abbé en 1350
- Julien le Rolleur, abbé en 1366
  - Laumer de l’Isle, abbé en 1396
- Jean III de Mornay, abbé en 1420
- Pierre II de Coihart, abbé en 1438
- Robert II de Villequier, abbé en 1448
- Jean IV d’Eschines, abbé en 1453[2]
- Louis Ajasson, abbé en 1489

## Abbés commendataires
- René de Prie, abbé en 1513
- Jean V de Longueville, abbé en 1516
- François 1er de Moulins, abbé en 1522
- Pierre III Palmier, abbé en 1534
- Sébastien de l'Aubespine, abbé en 1558
- Louis Pic de la Mirandole, abbé en 1560[3]
- Hippolyte d'Este, abbé en 1563
- Sacripante I Pedocca, abbé en 1572
- Sacripante II Pedocca, abbé en 1588
- François III de La Rochefoucauld, abbé en 1598
- Antoine Rose, abbé en 1610
- Daniel de Vassan, abbé en 1613
- Charles de Vassan, abbé en 1642
- Nicolas Gedoyn, abbé en 1665
- Jérôme Dufaure de Pibrac  1692
- Emmanuel de Chépy, abbé en 1706
- Étienne-Édouard Colbert, abbé en 1749
- Armand-Anne-Auguste-Antonin Sicaire de Chapt de Rastignac, abbé en 1772